# José María Iribarren
José María Iribarren Rodríguez (Tudela, 31 de octubre de 1906 - Pamplona, 11 de junio de 1971) fue un abogado, dibujante, periodista, lexicógrafo, paremiólogo, humanista y escritor español. Son varios autores quienes afirman que es el escritor más leído y editado de toda la Edad Contemporánea en Navarra.

## Biografía
De familia paterna baztanesa, su padre regentaba una farmacia en Tudela. Por línea materna, sus raíces procedían de Miranda de Arga y Falces. Huérfano a temprana edad, junto a su hermano, Jesús Luis, entran al cuidado de su abuela materna que estaba instalada en Tudela y llevaba un negocio de elaboración de vinos. La abuela los llevó internos al colegio jesuita de San Francisco Javier de Tudela y les mandó luego a la Universidad de Deusto.
Licenciado en Derecho, ejerció como pasante de abogado en Madrid, en el bufete madrileño de A. Osorio y Gallardo, entre 1927 y 1931, mientras estudiaba Filosofía y Letras. En 1931, junto a su hermano, comparte despacho en Tudela. A partir de 1932 colabora esporádicamente en el periódico La Voz de Navarra, durante la etapa que estaba dirigido por José Aguerre. También publican, junto con su hermano, el semanario independiente Navarra que lanzan el 14 de noviembre de 1931. Entre sus colaboradores estaban Eugenio Frauca Barreneche, promotor y patrocinador de la publicación, Fermín Mugueta, Javier Gárriz, José Ramón Castro Álava, José Joaquín Montoro Sagasti, Demetrio García Abaurre, Luis Gil Gómez o José María Arregui. El último número corresponde al 27 de julio de 1935. En palabras de Ollaquindia hablando sobre este periódico «algunos artículos publicados en él contienen, como en semilla, los temas lingüísticos y costumbristas que posteriormente publicaría: Vocabulario navarro, El porqué de los dichos, Navarrerías y otros.»
Durante la sublevación militar de 1936, el general Emilio Mola, artífice del alzamiento en Navarra, lo requirió como secretario particular. Posteriormente fue alférez del Cuerpo Jurídico Militar de los sublevados. Al final de la guerra volvió a la abogacía civil cuya labor fue simultaneando con su faceta de escritor.
En la recién creada revista Príncipe de Viana empieza a colaborar en 1941 con aportaciones costumbristas, etnográficas y folklóricas.
En 1942, por ejemplo, fue uno de los escritores e intelectuales que acordaron lanzar una revista literaria que vería la luz en las fiestas de San Fermín de 1943 con el nombre de Pregón donde, además de su colaboración literaria durante 25 años, será frecuente su contribución gráfica tanto para sus propios artículos como para los artículos de sus compañeros rivalizando con grandes ilustradores y colaboradores también de la revista como Lozano de Sotés, Ángel Rodríguez Ginés o Piti Bartolozzi.
Fue presidente de la sección de Folklore de la Institución Príncipe de Viana, vocal del Consejo Superior de Investigaciones Científicas, académico correspondiente de la Real Academia Española y miembro de la Real Academia de la Lengua Vasca, Institución Fernando el Católico de Zaragoza y la Academia Tucumana de Folklore. 

## Obras
La profusión literaria de este escritor hace supuesto un grado de complejidad a la hora de confeccionar su bibliografía debido a relevantes diferencias entre ediciones de la misma obra. Destacó por sus trabajos paremiológicos, en especial por "El porqué de los dichos. Sentido, origen y anécdota de los dichos, modismos y frases proverbiales de España con otras muchas curiosidades" (1955 y sucesivas ediciones).
- Estampas tudelanas. 1931.
- Con el general Mola. Zaragoza, 1937.
- Mola. Datos para una biografía y para la historia del Alzamiento Nacional 1938.
- Retablo de curiosidades. Zambullida en el habla popular 1940.
- Batiburrillo navarro. 1943.
- Navarrerías. Álbum de variedades, Pamplona, Bengaray. 1944.
- De Pascuas a Ramos. Galería religioso - popular - festiva. 1946.
- Historias y costumbres. 1949.
- Vitoria y los viajeros del siglo romántico. 1950.
- Burlas y chanzas. 1951.
- El patio de caballos y otras estampas. 1952.
- Vocabulario navarro. 1952. Desde el punto de vista léxico, uno de los mejores repertorios populares del mundo hispánico.[9]
- Cajón de sastre. 1955.
- El porqué de los dichos. Sentido, origen y anécdota de los dichos, modismos y frases proverbiales de España con otras muchas curiosidades. 1955.
- El moro corellano y los bandidos de Lanz. 1955.
- Pamplona y los viajeros de otros siglos. 1957.
- Adiciones al vocabulario navarro. 1958.
- Ramillete español. Zarandajas, ensayos y recuerdos. 1965.
- Espoz y Mina. El guerrillero. 1965.
- Espoz y Mina. El liberal. 1967.
- Sanfermines. 1970.
- Hemingway y los Sanfermines. 1970.
- Revoltijo. 1980.